# محافظة بابل
محافظة بابل هي إحدى المحافظات الواقعة في وسط العراق جنوب العاصمة بغداد، وخامس أكبر محافظة من حيث عدد السكان في العراق إذ يقدر عدد سكانها بنحو 2,065,042 مليون نسمة بحسب تقديرات وزارة التخطيط العراقية لعام 2018.

## التاريخ والتسمية
كلمة بابل تعني باب الإله وصارت بابل بعد سقوط السومريين قاعدة إمبراطورية بابل، وقد أنشأها حمورابي، حوالي 2100 ق.م امتدت من الخليج العربي جنوبًا إلى نهر دجلة شمالاً. وقد دام حكم حمورابي 43 عامًا ازدهرت فيها الحضارات البابلية حيث يعد عصره العصر الذهبي للبلاد العراقية وبها حدائق بابل المعلقة التي تعد من عجائب الدنيا السبع وكان يوجد بها ثماني بوابات وكان أفخم هذه البوابات بوابة عشتار الضخمة وبها معبد مردوخ الموجود داخل الأسوار بساحة المهرجان الديني الكبير، الواقعة خارج المدينة وقد سماها الأقدمون بعدة أسماء منها (بابلونيا) وتعني أرض بابل ما بين النهرين وبلاد الرافدين وسُميت بابل بحسب الكتاب المقدس:
الاسم مشتق، بكلمة بلبل، وسميت بهذا الاسم بحسب ما ورد في الكتاب المقدس بسبب حادثة شهيرة، عندما حاول الناس أن يصنعوا برج عال ضد إرادة الله، فبلبل الله ألسنتهم، لذلك سُمِّيت هذه المنطقة بابل.
النص المذكور في سفر التكوين 11
وَكَانَتِ الأَرْضُ كُلُّهَا لِسَانًا وَاحِدًا وَلُغَةً وَاحِدَةً. 2 وَحَدَثَ فِي ارْتِحَالِهِمْ شَرْقًا أَنَّهُمْ وَجَدُوا بُقْعَةً فِي أَرْضِ شِنْعَارَ وَسَكَنُوا هُنَاكَ. 3 وَقَالَ بَعْضُهُمْ لِبَعْضٍ: «هَلُمَّ نَصْنَعُ لِبْنًا وَنَشْوِيهِ شَيًّا». فَكَانَ لَهُمُ اللِّبْنُ مَكَانَ الْحَجَرِ، وَكَانَ لَهُمُ الْحُمَرُ مَكَانَ الطِّينِ. 4 وَقَالُوا: «هَلُمَّ نَبْنِ لأَنْفُسِنَا مَدِينَةً وَبُرْجًا رَأْسُهُ بِالسَّمَاءِ. وَنَصْنَعُ لأَنْفُسِنَا اسْمًا لِئَلاَّ نَتَبَدَّدَ عَلَى وَجْهِ كُلِّ الأَرْضِ». 5 فَنَزَلَ الرَّبُّ لِيَنْظُرَ الْمَدِينَةَ وَالْبُرْجَ اللَّذَيْنِ كَانَ بَنُو آدَمَ يَبْنُونَهُمَا. 6 وَقَالَ الرَّبُّ: «هُوَذَا شَعْبٌ وَاحِدٌ وَلِسَانٌ وَاحِدٌ لِجَمِيعِهِمْ، وَهذَا ابْتِدَاؤُهُمْ بِالْعَمَلِ. وَالآنَ لاَ يَمْتَنِعُ عَلَيْهِمْ كُلُّ مَا يَنْوُونَ أَنْ يَعْمَلُوهُ. 7 هَلُمَّ نَنْزِلْ وَنُبَلْبِلْ هُنَاكَ لِسَانَهُمْ حَتَّى لاَ يَسْمَعَ بَعْضُهُمْ لِسَانَ بَعْضٍ». 8 فَبَدَّدَهُمُ الرَّبُّ مِنْ هُنَاكَ عَلَى وَجْهِ كُلِّ الأَرْضِ، فَكَفُّوا عَنْ بُنْيَانِ الْمَدِينَةِ، 9 لِذلِكَ دُعِيَ اسْمُهَا «بَابِلَ» لأَنَّ الرَّبَّ هُنَاكَ بَلْبَلَ لِسَانَ كُلِّ الأَرْضِ. وَمِنْ هُنَاكَ بَدَّدَهُمُ الرَّبُّ عَلَى وَجْهِ كُلِّ الأَرْضِ
و جاء اسم بابل من لفظ «باب إيلو» من اللغة الآكدية ومعناه «باب الله» ونفس اللفظ ترجمة الكلمة السومرية «كادنجرا»
وهو اسم العاصمة العظيمة لمملكة بابل القديمة «شنعار» المذكورة في تك 10: 10 و14: 1
والأسماء الأخرى التي أطلقت على المدينة كثيرة، منها «تندير» مركز الحياة و«ايريدوكي» المدينة الطيبة آي الفردوس،
إذ كان البابليون يعتقدون أن جنة عدن في بقعتها و«سو-انا» اليد العالية، ويظن أن المعنى «ذات الأسوار العالية».

## الجغرافيا

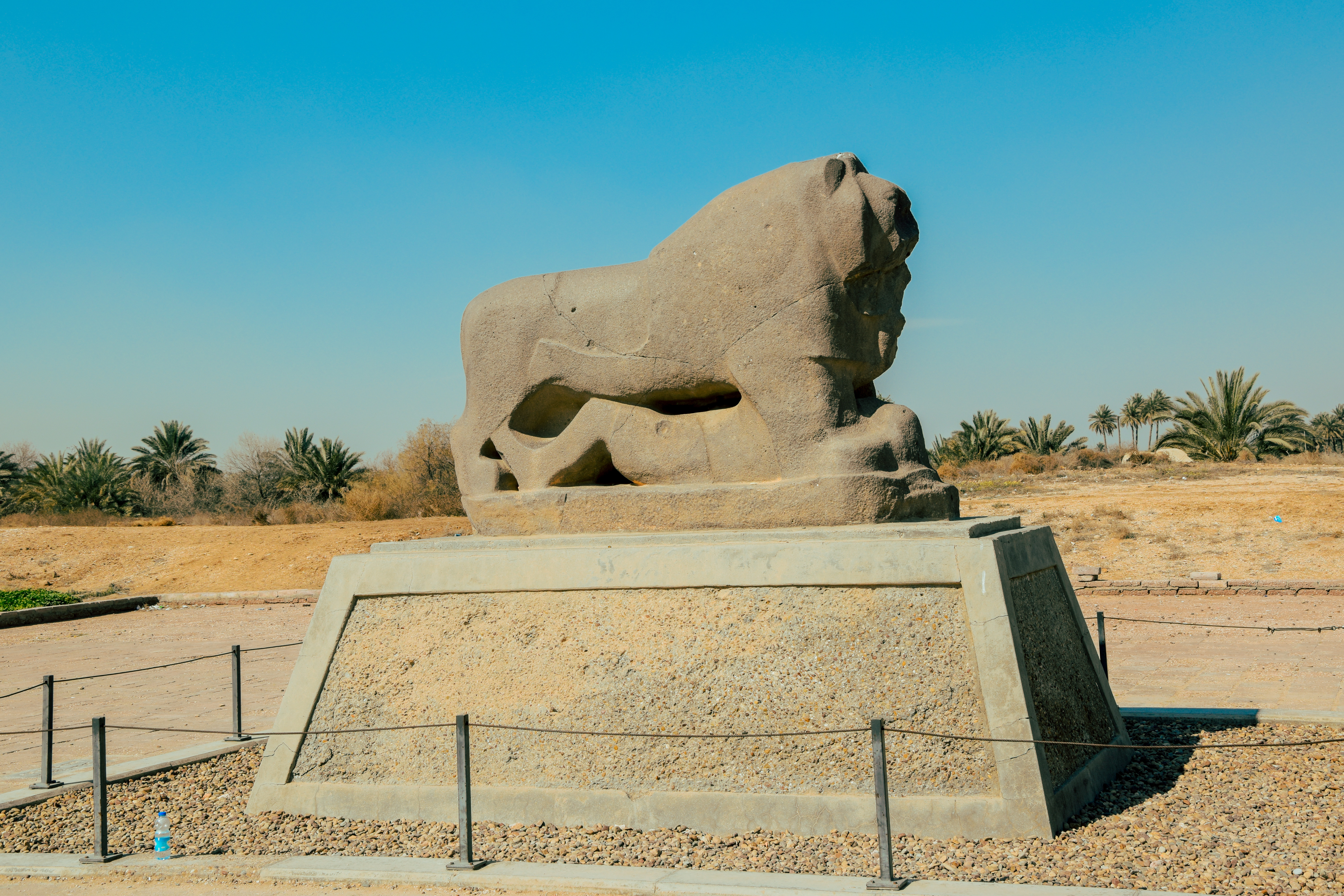
تمثال اسد بابل في بابل

ترتفع أراضي محافظة بابل المنحدرة نحو الجنوب 35 ْم فوق مستوى سطح البحر، يسودها مناخ صحراوي يمتاز بقلة سقوط الأمطار وارتفاع درجات الحرارة صيفاً والتي تصل إلى 50 ْم، يسودها جو دافئ شتاءً.

## الزراعة
تُعد محافظة بابل، وخصوصًا مدينة الحلة ومناطقها الريفية، من أبرز المناطق الزراعية في وسط العراق، نظرًا لتوفر المياه من نهر الفرات وخصوبة التربة. تعتمد الزراعة فيها على المحاصيل البستانية والحقلية، وتُعد زراعة العنب والتين من أبرز الأنشطة الزراعية في المحافظة.
يُعرف العنب البابلي بجودته العالية، ومن أشهر أصنافه: الرازقي، الشامي، الحلواني، ويُستخدم للأكل الطازج وصناعة الدبس والزبيب. كما يُزرع التين في القرى المحيطة بالحلة، ومن أبرز أصنافه: التين الأسود والتين الأبيض، ويُستهلك طازجًا أو مجففًا.
إلى جانب ذلك، تُزرع محاصيل أخرى مثل النخيل، الرمان، والخضروات الموسمية، وتعتمد الزراعة على مزيج من الأساليب التقليدية وأنظمة الري الحديثة في بعض المناطق.

## أحداث تاريخية
مرت محافظة بابل في كثير من الأحداث أهمها شاركت معظم مناطقها في ثورة العشرين ضد الإحتلال البريطاني للعراق عام 1920م في مدينة الحلة وكبّدت القوات البريطانية ما يقارب 170 قتيل أثناء الهجوم على قافلة إمدادات في هجوم كبير على منطقة الرارنجية شمال مدينة الحلة من قبل الثوار كما شاركت المحافظة في الانتفاضة الشعبانية التي انطلقت من محافظة البصرة حتى الحدود الشمالية لمحافظة بابل وفي عام 2003 بعد الغزو الأمريكي للعراق وسقوط بغداد بيد القوات الأمريكية وقوات التحالف بعد الاضطرابات التي حصلت في وسط وجنوب العراق لم تستطع القوات الأمريكية السيطرة على المحافظة بشكل كامل حتى انسحابها من العراق وانسحبت القوات الأمريكية من المحافظة عام 2011 م من كل القواعد في المحافظة، كما عانت المحافظة من الإرهاب الذي سيطر على معظم مناطق المحافظة الشمالية أبرزها سيطرة تنظيم القاعدة وآخرها سيطرة تنظيم داعش على منطقة جرف الصخر والتي تحولت إلى جرف النصر بعد عملية عاشوراء.

## المدن والسكان

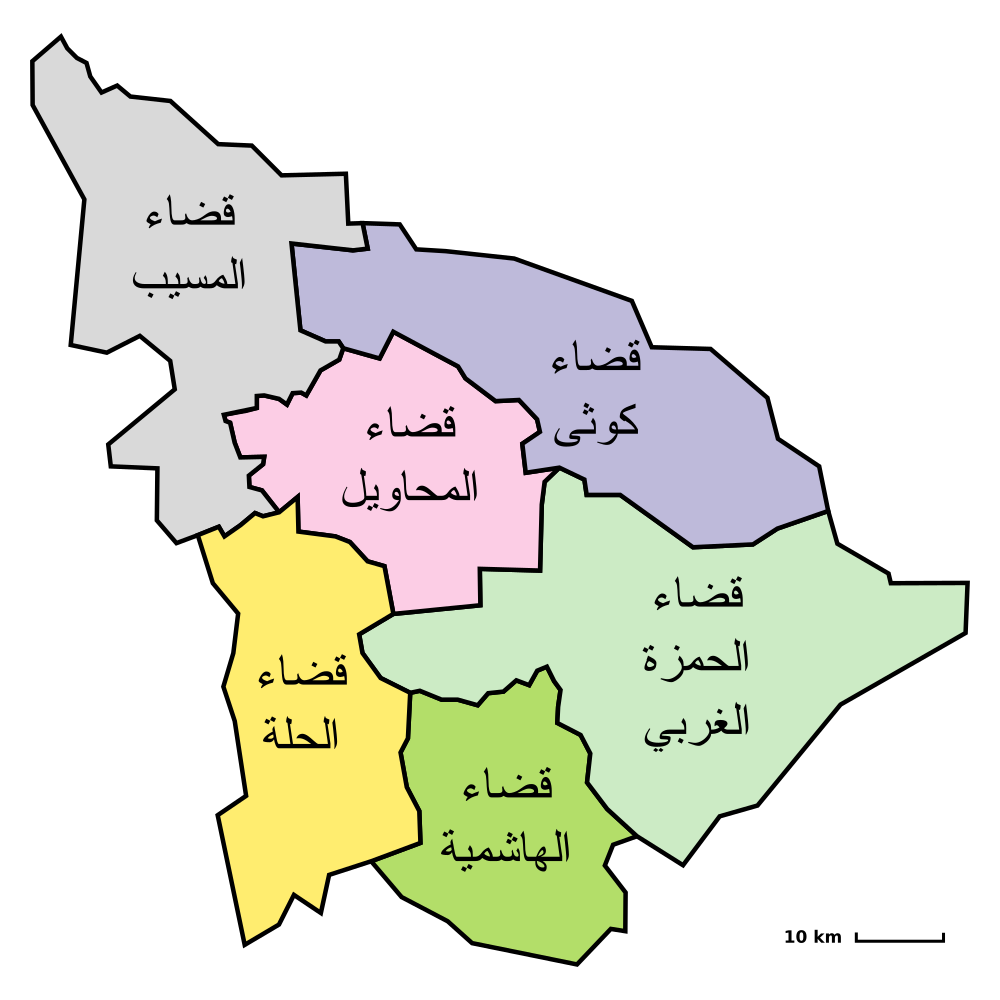
خريطة محافظة بابل حسب الأقضية

تقسم محافظة بابل إلى 7 أقضية رئيسية هي:
- قضاء الحلة
- قضاء المحاويل
- قضاء كوثى
- قضاء المسيب
- قضاء الهاشمية
- قضاء الحمزة الغربي
- قضاء الكفل

### إحصاء عام 1920م
يذكر إحصاء أجرته السلطات قبل أبريل/نيسان عام 1920م أن مجموع سكان لواء الحلة (محافظة بابل حالياً) كان 175 ألف نسمة. وقد توزع السكان وفقاً للمجموعات الدينية التالية:

| الفئة          | مسلمون       | يهود       | مسيحيون     | ديانات أخرى | المجموع      |
| -------------- | ------------ | ---------- | ----------- | ----------- | ------------ |
| العدد          | 171,880 نسمة | 1,065 نسمة | 27 نسمة     | 28 نسمة     | 175,000 نسمة |
| النسبة المئوية | 99.3%        | 0.6%       | أقل من 0.1% | أقل من 0.1% | 100%         |

- خانة ديانات أخرى تشمل الصابئة المندائيون عادةً.

تعد منطقة بابل بشكل عام ذات غالبية عربية مسلمة شيعية بنسبة 53% ويلها نسبة من العرب المسلمين السنة بنسبة 46% تتواجد اقليات اخرى تشكل نسبة 1%من سكان بابل.
عام 2003 بلغ عدد سكان بابل مليون وسبعمائة ألف نسمة
ولكن بعد تحويل قضاء المحمودية ازداد عدد سكان نصف مليون نسمة وليصبح عدد السكان مليونين ونصف المليون نسمة عام 2008.

## التقسيم الإداري

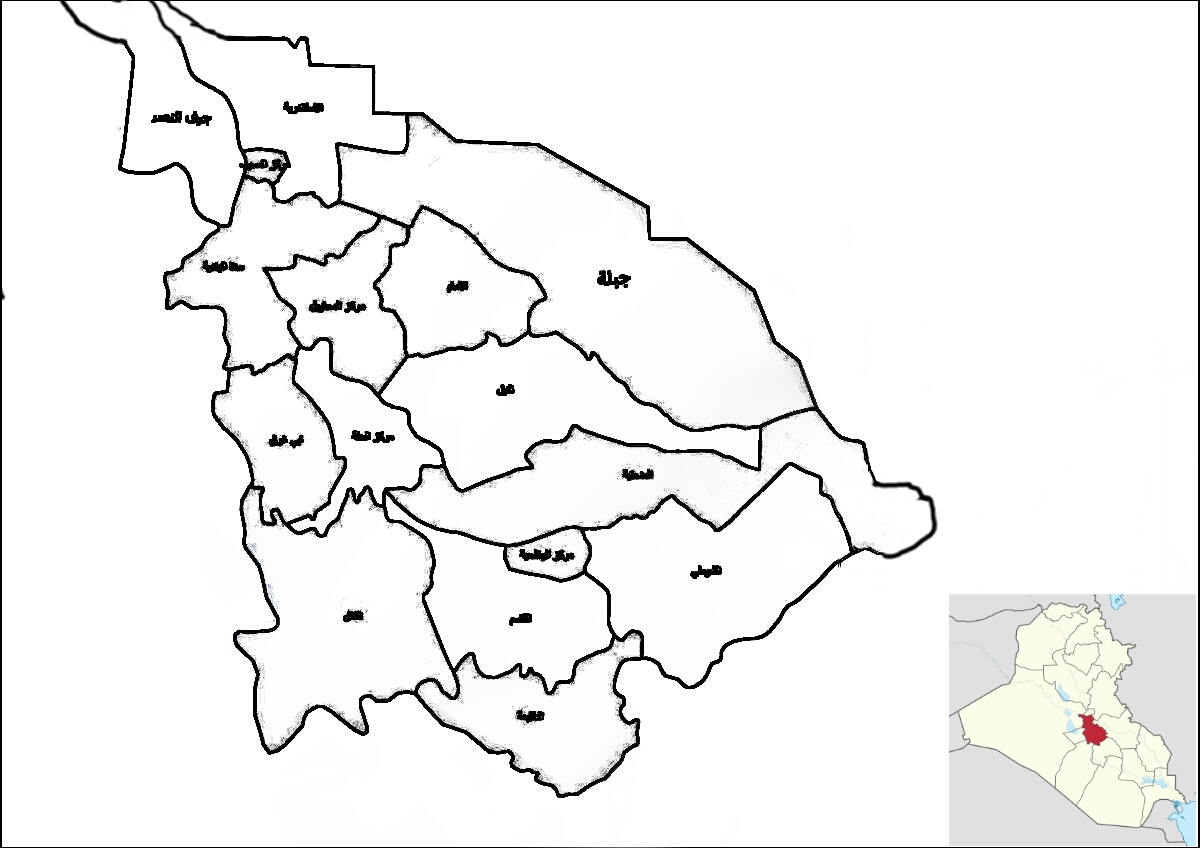
تقسيم الوحدات الإدارية في محافظة بابل

خريطة محافظة بابل قبل عام 2019

| القضاء             | النواحي                                                            |
| ------------------ | ------------------------------------------------------------------ |
| قضاء الحلة         | ناحية ابي غرق، ناحية مركز الحلة                                    |
| قضاء المحاويل      | ناحية المحاويل، ناحية الإمام، ناحية النيل                          |
| قضاء كوثى          | ناحية جبلة، ناحية المشروع                                          |
| قضاء الهاشمية      | ناحية الهاشمية، ناحية القاسم، ناحية الطليعة                        |
| قضاء المسيب        | ناحية المسيب، ناحية الإسكندرية، ناحية سدة الهندية، ناحية جرف النصر |
| قضاء الحمزة الغربي | ناحية المدحتية، ناحية الشوملي                                      |
| قضاء الكفل         | ناحية بني مسلم ، ناحية طفيل ، ناحية عوفي                           |

## المعالم الدينية

### المراقد
- مرقد الإمام القاسم
- مرقد الشريفة العلوية بنت الإمام الحسن
- مرقد السيد يعسوب الدين
- مرقد ومزار الإمام زيد بن علي
- مقام النبي إبراهيم الخليل
- مقام النبي ذو الكفل
- مقام النبي أيوب
- مرقد الإمام علي بن الحسين بن القاسم
- مرقد أولاد مسلم بن عقيل
- مرقد أولاد الإمام الكاظم
- مرقد بنات الإمام الكاظم
- مرقد بنات الإمام الحسن
- مرقد السيدة هدية بنت الإمام الحسن العسكري
- مرقد الإمام محمد بن عقيل بن أبي طالب
- مرقد الإمام أحمد بن الإمام الكاظم
- مرقد الإمام عون بن علي بن أبي طالب
- مرقد الإمام عبد الله العسكري
- مرقد السيد رشيد الهجري
- مرقد ومزار السيد العلاق
- مرقد السيد علي بن طاووس
- مزار الإمام الحمزة الغربي
- مرقد الإمام محمد الأصغر بكر بن الإمام علي
- مرقد الفقيه والشاعر ابن العرندس الحلي

### مساجد بابل
تحتوي محافظة بابل على الكثير من المساجد والجوامع القديمة الأثرية والتراثية ومنها:
- مسجد النخيلة
- جامع الحلة الكبير
- جامع الهيتاوين
- جامع الإسكندرية الكبير
- جامع السكوتي
- جامع المسيب الكبير
- جامع الأمير علي
- مسجد الإمام الحسين
- جامع الشيوخ
- جامع الإمام علي
- جامع وحسينية المتقين

## معرض الصور

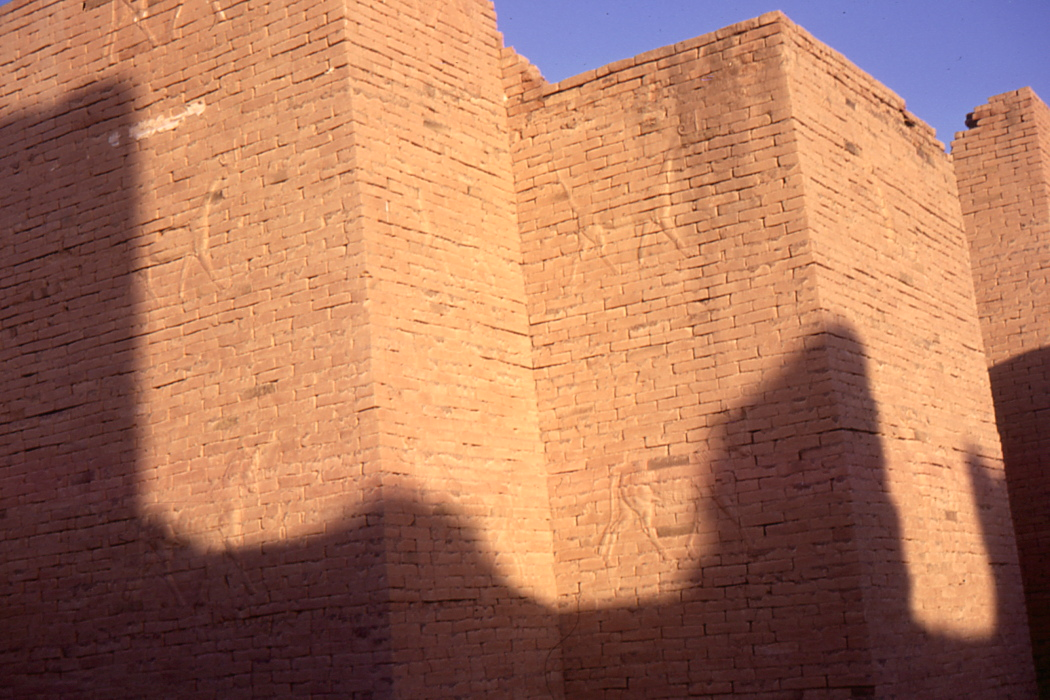
جدار بابل الأثري
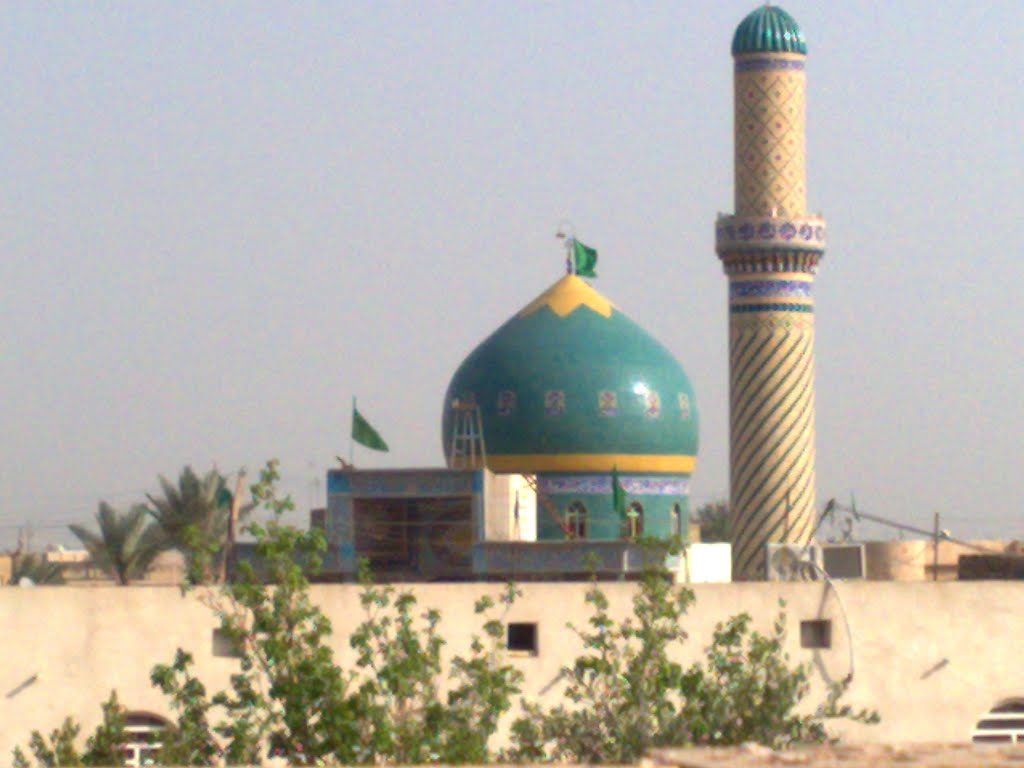
مرقد السيد يعسوب الدين
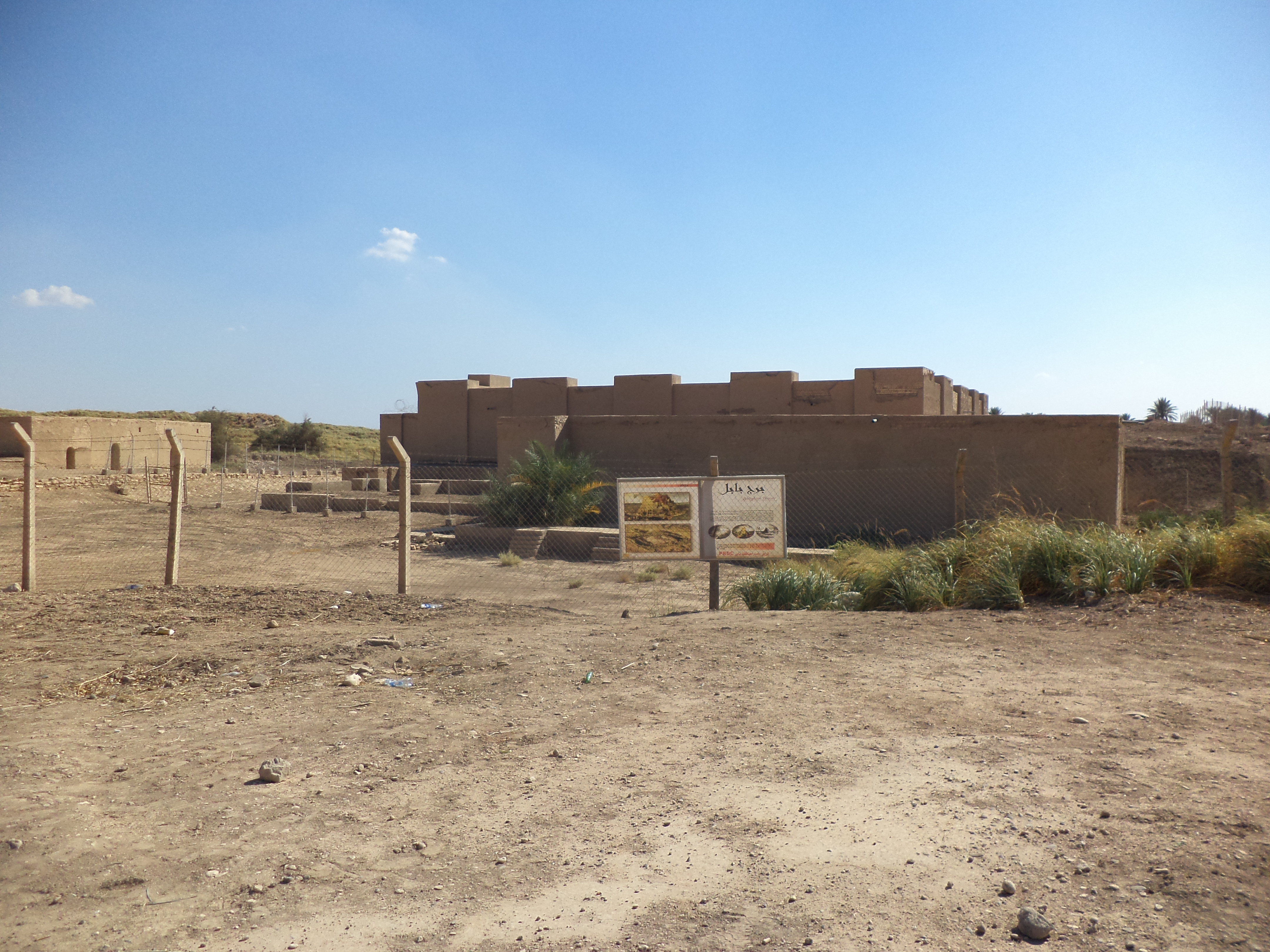
موقع برج بابل
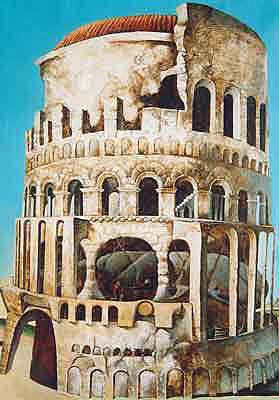
برج بابل رسم توضيحي
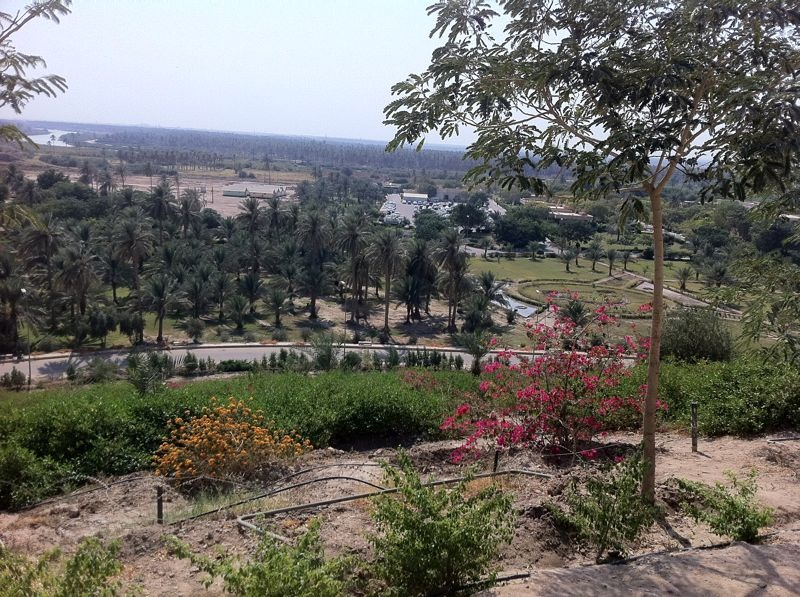
مزارع بابل
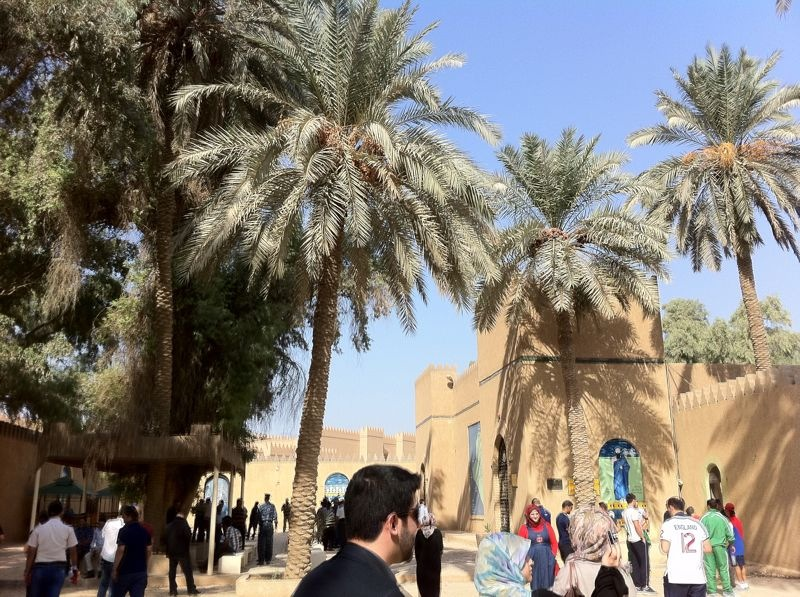
متنزهات بابل القديمة
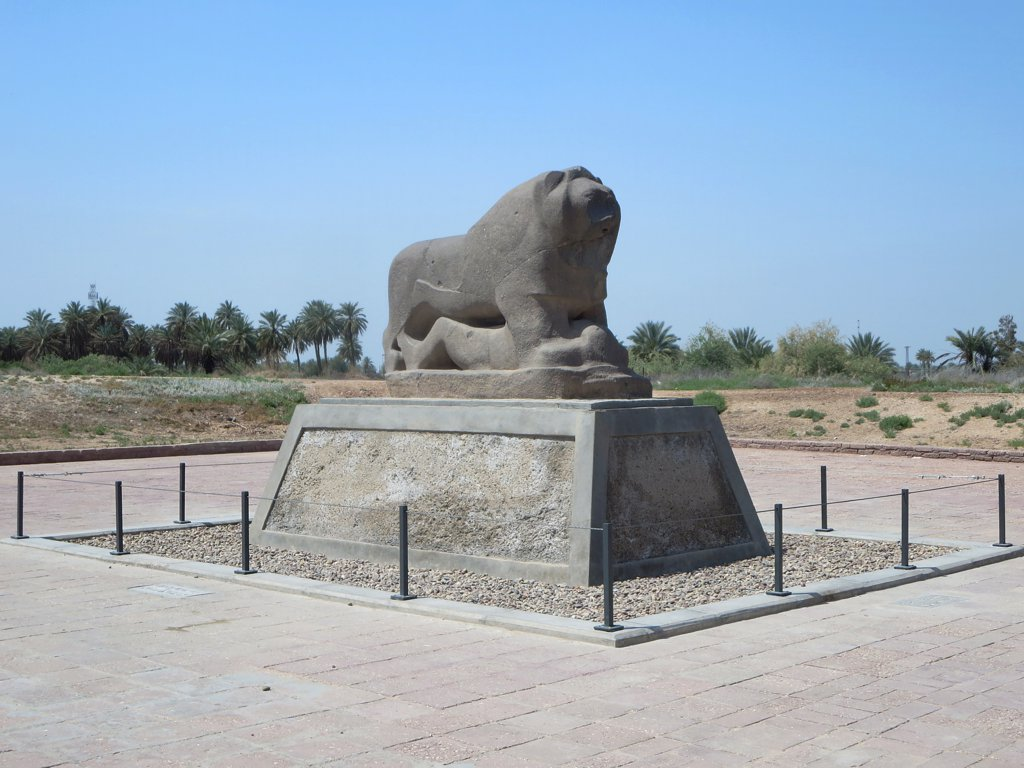
أسد بابل
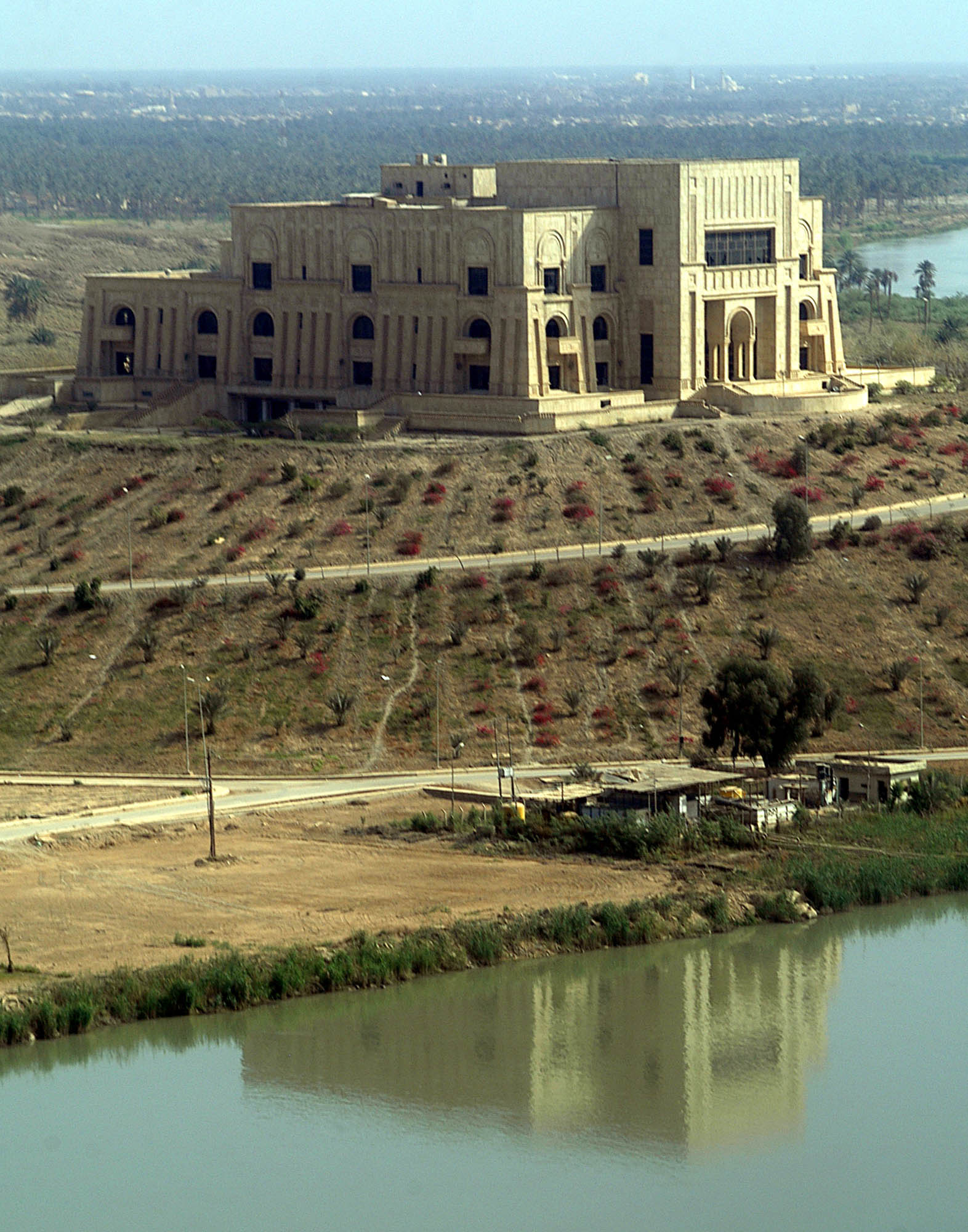
أحد قصور صدام حسين في بابل قرب نهر الحلة
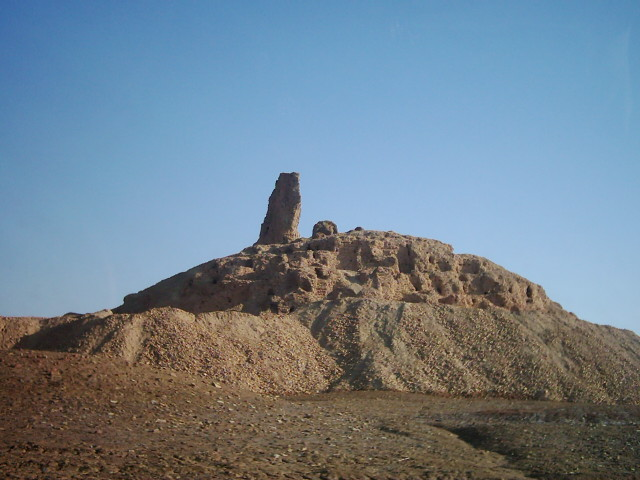
بقايا برج النمرود في بورسيبا